# Attila Keresztes
Attila Keresztes (Budapest, 18 gennaio 1928 – Budapest, 27 settembre 2002) è stato uno schermidore ungherese naturalizzato statunitense, vincitore di una medaglia d'oro nella scherma ai giochi olimpici.